# Бергавинов, Сергей Адамович
Сергей Адамович Бергавинов (12 [24] января 1899, Ярцево, Смоленская губерния — 12 декабря 1937, Москва) — советский государственный и политический деятель.

## Биография
Вступил в партию в 1917 году, активный участник Гражданской войны, служил по политической части и до 1919 года являлся военным комиссаром бригады.
С 1919 по 1923 годах в органах ВЧК-ГПУ, в том числе председатель Полтавской ЧК, Ковенской ЧК, начальник Бердичевского уездного отдела ГПУ. С 1923 года вновь на партийной работе. В 1923—1924 годах — ответственный секретарь Бердичевского окружкома КП(б)У. В 1924—1927 годах — ответственный инструктор ЦК РКП(б).
В мае 1927 назначен ответственным секретарём Архангельского губернского комитета ВКП(б). В январе 1929 года было принято решение об объединении Архангельской, Вологодской, Двинской и части Вятской губерний в Северный край, и Бергавинов становится председателем Организационного бюро ЦК ВКП(б) по Северному краю. С августа 1929 по март 1931 года — ответственный, затем первый секретарь Северного краевого комитета ВКП(б). В 1930—1934 годах — кандидат в члены ЦК ВКП(б).
С марта по июль 1931 года — начальник Союзлеспрома — член Президиума ВСНХ СССР.
С июля 1931 по март 1933 года — 1-й секретарь Дальне-Восточного краевого комитета ВКП(б).
В 1933 назначен начальником Политического отдела Юго-Восточной железной дороги, а уже в следующем году начальником Политического управления Главного управления Северного морского пути при СНК СССР.
26 января—10 февраля 1934 года делегат XVII съезда ВКП(б).
В октябре 1937 арестован. Покончил жизнь самоубийством в тюрьме.

## Память
В честь С. А. Бергавинова был назван остров Бергавинова [Овальный] (Карское море, архипелаг Норденшельда). Остров был открыт в 1901 году участниками Русской полярной экспедиции. В 1936 году остров был описан экспедицией ГУ ГУСМП на ледокольном пароходе «Г. Седов» и назван в честь С. А. Бергавинова как начальника Политуправления ГУСМП в 1934—1937 гг. В 1937 году остров был переименован в остров Овальный.

## Награды
- орден Красного Знамени (за участие в гражданской войне)